# Taban, Sofia
Taban (în bulgară Табан) este un sat în comuna Dragoman, regiunea Sofia,  Bulgaria. 

## Demografie
Componența etnică a satului Taban
     Bulgari (100%)
     Nicio identificare (0%)
     Altele (0%)
La recensământul din 2011, populația satului Taban era de 28 locuitori. Din punct de vedere etnic, toți locuitorii erau bulgari.